# Antropodicea
Antropodicea (z řeckého slova anthrópos - člověk, dikaios - spravedlivý) je neologismus moderní filosofie dějin a filosofické antropologie. S tímto termínem se poprvé setkáváme u francouzského filosofa P. Faulquie, nicméně o jeho významnější rozpracování se zasloužil Hans Blumenberg  ve své teorii legitimity novověku (Die Legitimität der Neuzeit, 1966).
Výraz antropodicea vychází ze známého filosoficko-teologického termínu teodicea, který nelze chápat jen jako snahu o ospravedlnění Boha před problémem existence zla, ale je třeba ho uchopit jako výraz uvědomělého člověka, jenž se snaží překročit meze středověké predestinace a dosáhnout odpovědnosti za svůj život. Je tedy jakýmsi projevem zájmu o člověka, proto raději Blumenberg pracuje s výrazem antropodicea, který znamená obhajobu lidského rozumu před obviněními vyplývajících z analýzy rozporů moderních dějin, a také se týkají zčásti neblahých důsledků lidské racionality pro život obecně. Všeobecné sebeobviňování člověka je podle Blumenberga jen pouhým projevem nepřekonané gnose v křesťanství.
Problém zla (tj. globální ohrožení života) se  v moderní kultuře jeví spíše jako problém odpovědnosti za budoucnost (než jako očištění ideje Boha nebo převzetí odpovědnosti člověka za minulé viny), jejíž charakter se bude odvíjet od rostoucí úrovně poznání povahy skutečnosti/skutečného. Tento důraz na budoucnost také odráží další význam termínu antropodicea - kritika ideologií.
Ačkoliv je antropodicea novodobý pojem, neznamená to zároveň, že označuje problém, který by se neřešil už ve starověku. Například Abraham Joshua Heschel upozorňuje na biblickou knihu Jób, jejíž obsah můžeme posuzovat z dvou hledisek. Z pohledu člověka se totiž její obsah může jevit jako „teodicea“, ale z pohledu Boha, který je věřícími považován za zdroj inspirace pisatelů Bible, je hlavním obsahem knihy „antropodicea“.